# Halowe Mistrzostwa Europy w Lekkoatletyce 1975 – bieg na 400 m mężczyzn
Bieg na 400 metrów mężczyzn – jedna z konkurencji biegowych rozgrywanych podczas halowych lekkoatletycznych mistrzostw Europy w hali Rondo w Katowicach. Eliminacje i półfinały zostały rozegrane 8 marca, a bieg finałowy 9 marca 1975. Zwyciężył reprezentant Republiki Federalnej Niemiec Hermann Köhler. Tytułu zdobytego na poprzednich mistrzostwach nie obronił Fons Brydenbach z Belgii, który tym razem odpadł w półfinale.

## Rezultaty

### Eliminacje
Rozegrano 3 biegi eliminacyjne, do których przystąpiło 9 biegaczy. Awans do półfinału dawało zajęcie jednego z pierwszych dwóch miejsc w swoim biegu (Q). Skład półfinałów uzupełniło dwóch zawodników z najlepszym czasem wśród przegranych (q).
Opracowano na podstawie materiału źródłowego.
Bieg 1
| Miejsce | Zawodnik          | Czas  | Uwagi |
| ------- | ----------------- | ----- | ----- |
| 1       | Siemion Koczer    | 48,55 | Q     |
| 2       | Stawros Dziordzis | 48,69 | Q     |
| 3       | Ossi Karttunen    | 49,30 | q     |

Bieg 2
| Miejsce | Zawodnik        | Czas  | Uwagi |
| ------- | --------------- | ----- | ----- |
| 1       | Hermann Köhler  | 48,88 | Q     |
| 2       | Józef Laskowski | 49,46 | Q     |
| 3       | Flavio Borghi   | 49,92 |       |

Bieg 3
| Miejsce | Zawodnik            | Czas  | Uwagi |
| ------- | ------------------- | ----- | ----- |
| 1       | Fons Brydenbach     | 48,47 | Q     |
| 2       | Josip Alebić        | 49,00 | Q     |
| 3       | Michael Fredriksson | 19,28 | q     |

### Półfinały
Początkowo rozegrano 2 biegi półfinałowe, w których miało wystartować 8 biegaczy. Jednak dwóch zawodników (Siemoin Koczer i Ossi Karttunen) nie zostało poinformowanych o terminie biegu. Awans do finału dawało zajęcie jednego z dwóch pierwszych miejsc w swoim biegu (Q). Koczer i Karttunen rozegrali dodatkowy bieg 9 marca, którego zwycięzca został dokooptowany do finału.
Opracowano na podstawie materiału źródłowego.
Bieg 1
| Miejsce | Zawodnik            | Czas  | Uwagi |
| ------- | ------------------- | ----- | ----- |
| 1       | Josip Alebić        | 48,07 | Q     |
| 2       | Hermann Köhler      | 48,19 | Q     |
| 3       | Fons Brydenbach     | 48,39 |       |
| 4       | Michael Fredriksson | 50,16 |       |

Bieg 2
| Miejsce | Zawodnik          | Czas  | Uwagi |
| ------- | ----------------- | ----- | ----- |
| 1       | Stawros Dziordzis | 50,13 | Q     |
| 2       | Józef Laskowski   | 50,16 | Q     |

Bieg 3 (dodatkowy)
| Miejsce | Zawodnik       | Czas  | Uwagi |
| ------- | -------------- | ----- | ----- |
| 1       | Siemion Koczer | 48,64 | Q     |
| 2       | Ossi Karttunen | 49,52 |       |

### Finał
Opracowano na podstawie materiału źródłowego.
| Miejsce | Zawodnik          | Czas  |
| ------- | ----------------- | ----- |
| 1       | Hermann Köhler    | 48,76 |
| 2       | Josip Alebić      | 49,04 |
| 3       | Siemion Koczer    | 49,33 |
| 4       | Józef Laskowski   | 49,72 |
| 5       | Stawros Dziordzis | 50,90 |